# CBS This Morning
CBS This Morning (regularmente abreviado como CTM) foi um programa de televisão estadunidense, do gênero telejornalismo matutino, transmitido pela emissora CBS entre 30 de novembro de 1987 e 29 de outubro de 1999, em sua primeira versão, e entre 9 de janeiro de 2012 e 6 de setembro de 2021, em sua segunda versão.
O noticiário era exibido ao vivo de segunda a sábado, na faixa horária das 7 às 9 da manhã, para a Costa Leste dos Estados Unidos, com edições gravadas, com atualizações, para as outras faixas horárias do país, como a Costa Oeste, e o estado do Alasca, em seus respectivos horários locais.
Em 31 de agosto de 2021, a CBS anunciou que o programa seria substituído pelo novo formato CBS Mornings de segunda a sexta, a partir de 7 de setembro de 2021, e pelo programa CBS Saturday Morning aos sábados, a partir de 18 de setembro do mesmo ano.
O programa era gravado no estúdio 57 da CBS Broadcast Center, na cidade de Nova York.

## História

### Primeira Versão eThe Early Show
A primeira versão do CBS This Morning, estreou em 30 de novembro de 1987, com a apresentação do jornalista Harry Smith,da antiga âncora do Good Morning America Kathleen Sullivan,e do meteorologista Mark McEwen, que já fazia parte do seu antecessor The Morning Program. Sullivan foi substituída pela jornalista Paula Zahn em fevereiro de 1990.
Em outubro de 1992, enfrentando problemas de audiência, e para evitar que suas afiliadas deixassem de exibir o programa, a CBS aumentou o tempo de inserções permitidas para emissoras locais, muitas das quais já transmitiam seus próprios programas matutinos antes da estreia das notícias nacionais no horário. Mesmo com a mudança, afiliadas de importantes cidades para o ranking de audiência, como a WHDH de Boston, optaram por substituir o programa por jornalísticos locais, ou atrações de sindicação.Outras emissoras, como a KPIX de São Francisco, optaram por transmitir o programa em outra faixa horária, para favorecer a programação regional.
Em 1996, a CBS decidiu renovar o formato do programa, e com isso os âncoras Smith e Zahn deixaram a atração em 14 de junho daquele ano,sendo substituídos temporariamente por uma série de correspondentes da CBS News, até que o novo formato pudesse estrear no mês de agosto.Com a renovação, o programa passou a ser conhecido apenas como This Morning, e a contar com a apresentação dos jornalistas Jane Robelot e José Díaz-Balart,e Craig Allen como meteorologista.
Um novo formato permitiu que afiliadas e emissoras locais pudessem produzir seus próprios programas jornalísticos na faixa horária entre 7 e 8 da manhã, como parte do This Morning e inserções do jornalismo nacional durante o período, e a segunda faixa, das 8 às 9, ocupada ininterruptamente pelo noticiário nacional.A nova configuração aumentou os índices de audiência,ultrapassando o líder Good Morning America em algumas ocasiões.No entanto, o sucesso não perdurou, e a CBS anunciou o cancelamento e a substituição do programa para o novo formato The Early Show em 1999.Após o anúncio, a jornalista Jane Robelot anunciou sua saída do programa, sendo substituída por Thalia Asuras.
O programa teve sua última exibição em 29 de outubro de 1999.

### Segunda Versão
Em 15 de novembro de 2011, doze anos após sua estreia, a CBS anunciou que o Early Show havia sido cancelado, e que a equipe do programa seria remanejada para uma nova produção matutina a partir de janeiro de 2012.O diretor de jornalismo, Jeff Fager, e o presidente da CBS News, David Rhodes, comentaram no dia do anúncio que o novo noticiário, iria "redefinir a perspectiva da televisão matinal", e que o novo formato seria uma mistura de notícias importantes, com análises e comentários, distanciando-se do formato de seus concorrentes Today, e Good Morning America.
Em 1 de dezembro de 2011, foi anunciado que o novo programa matutino, seria uma nova versão do CBS This Morning,retornando ao ar, após sua última exibição em 1999.
Para apresentar esta versão, a emissora escolheu Gayle King, que já havia sido correspondente do The Oprah Winfrey Show, Good Morning America e apresentadora do seu próprio talk-show, Charlie Rose, que já havia sido correspondente do 60 Minutes e atuava como entrevistador para a rede PBS, e a jornalista Erica Hill, que apresentava o Early Show antes de seu cancelamento.Sua estreia ocorreu em 9 de janeiro de 2012.
Em 26 de julho de 2012, a CBS anunciou que a correspondente de política Norah O’Donnel, substituiria Hill a partir do mês de setembro do mesmo ano.Após o anúncio, Hill deixou o programa, e assinou um contrato com a emissora NBC, para apresentar a edição de fim de semana do Today.
Em 20 de novembro de 2017, Charlie Rose foi demitido da CBS após uma denúncia no jornal The Washington Post, onde oito mulheres o acusaram de assédio sexual.King e O'Donnel fizeram o anúncio durante o programa.
Em janeiro de 2018, foi anunciado que John Dickerson (moderador do Face the Nation), se juntaria ao time, como o novo apresentadore ainda em outubro do mesmo ano, a CBS anunciou a inclusão de uma quarta âncora, Bianna Golodryga.No entanto, seis meses após sua estreia, Golodryga deixou a CBS News, e não foi substituída.
Em 6 de maio de 2019, foi anunciado que Norah O’Donnel e John Dickerson deixariam a apresentação do noticiário. Dickerson fora promovido a apresentador titular do 60 Minutes, e O'Donnel âncora do CBS Evening News, o principal telejornal da emissora.Os jornalistas Anthony Mason e Tony Dokoupil foram nomeados seus sucessores.
Durante os meses iniciais da Pandemia de COVID-19, os estúdios da CBS em Nova York foram fechados por testes positivos, inicialmente em 11 de março de 2020, e mais uma vez em 18 de março do mesmo ano.Com isso, o programa foi, durante alguns dias, transmitido dos estúdios da emissora em Washington, D.C., onde era apresentado o CBS Evening News e posteriormente, no palco do Ed Sullivan Theater, em Los Angeles, de onde era transmitido o programa The Late Show with Stephen Colbert, que estava fora de uso pela pandemia,até finalmente passar a ser produzido remotamente da casa dos apresentadores em 30 de março.O estúdio 57 em Nova York voltou a ser utilizado em junho de 2020, após quase cem dias no formato remoto, com equipe reduzida.
Em 31 de agosto de 2021, a CBS anunciou o fim do programa, e sua substituição pelos novos formatos CBS Mornings de segunda a sexta, e CBS Saturday Morning aos sábados.O novo programa contaria com novos apresentadores, novos estúdios, e faria parte da família do noticiário dominical da emissora CBS Sunday Morning, exibido desde 1979.
A última exibição do programa ocorreu em 6 de setembro de 2021.

## Âncoras
| Jornalista        | Período     |
| ----------------- | ----------- |
| Harry Smith       | 1987 – 1990 |
| Kathleen Sullivan | 1987 – 1990 |
| Paula Zahn        | 1990 – 1996 |
| José Díaz-Balart  | 1996        |
| Mark McEwen*      | 1996 – 1999 |
| Jane Rebelot      | 1996 – 1999 |
| Thalia Asuras     | 1999        |

*Anteriormente como meteorologista entre 1987 – 1996
| Jornalista       | Período              |
| ---------------- | -------------------- |
| Erica Hill*      | Janeiro – Julho 2012 |
| Charlie Rose     | 2012 – 2017          |
| Norah O’Donnel   | 2012 – 2019          |
| John Dickerson   | 2018 – 2019          |
| Bianna Golodryga | 2018 – 2019          |
| Gayle King       | 2012 – 2021          |
| Anthony Mason    | 2019 – 2021          |
| Tony Dukoupil    | 2019 – 2021          |

*Parte do programa antecessor Early Show.

## Prêmios e indicações
O programa ganhou o Peabody Award em 2014 pela reportagem "One-on-One with Assad".